# D. H. Th. Vollenhoven
Dirk Hendrik Theodoor Vollenhoven (1 de novembro de 1892, Amesterdã – 6 de junho de 1978, Amesterdã) foi um filósofo holandês.

## Uma única ontologia
Por exemplo, em ontologia, Vollenhoven opôs-se à noção de um conceito de ser que abrange Deus, o cosmos e o ser humano. A principal distinção de Vollenhoven foi a da Trindade, que é, a lei para o cosmos que sustenta, e o cosmos criado, que é totalmente sustentado por Deus. Em conexão com o cosmos, diferentes aspectos fundamentais ("esferas da lei") são distinguidos - quinze dos quais foram explicitados - em que as criaturas funcionam. Quanto ao ser humano, externamente suas funções são "estruturadas por toda parte", internamente há a alma ou coração determinante da direção, "dentre os quais as questões da vida". A lei, que em um sentido genérico forma um limite limite para A realidade criada, envolve uma especificação de três vezes: (i) existe o comando de criação ("deixe haver ..." de Gênesis 1) relevante para "a origem, a estrutura, pelo que é implícita a sua diversidade modal [das leis-esferas] , E o desenvolvimento interno de cada reino "; (Ii) o comando do amor, que "diz respeito à direção [moral] da vida humana em sua relação com Deus e ser humano"; E (iii) as leis positivas, que "unem o comando do amor e a situação concreta", precisam de regulamentação "à luz do propósito da sociedade, da fase histórica e da localização geográfica".
Uma vez que "o conhecimento é uma parte do ser", a teoria do conhecimento pressupõe a ontologia, portanto, a análise precisa partir da realidade criada e respeitar sua lei. A teologia, por sua vez, depende da revelação, e não de conclusões logicamente tiradas sobre o ser de Deus. O último procedimento ignora o limite que define nossa limitação humana.

## Na história da filosofia
Quanto à história da filosofia, Vollenhoven concentrou-se no desenvolvimento de um método histórico-problemático. Um filósofo encontra-se em uma rede de relações com seus contemporâneos e predecessores. Isso se reflete em sua posição filosófica, por um lado, em como ele lida com os problemas atuais de seu tempo e as tentativas de substituí-los, por outro lado, evidenciando a preferência de como uma tradição específica de pensamento trata os problemas que se repetem em todo pensamento . A discussão dos problemas atuais geralmente é conduzida em termos de uniformidade de estilo, enfocando as características que são consideradas normativas ou envolvendo uma visão da verdade ou da lei que se considera apropriada para tais discussões contemporâneas. Visto de uma maior amplitude de tempo, os estilos distintos das abordagens contemporâneas dão origem a períodos historicamente distintos, em sucessão temporal, que Vollenhoven se refere como "correntes de tempo" na filosofia (por exemplo, o helenismo, o neoplatonismo, a Idade Média de Waning, A Era do Iluminismo, Positivismo, Existencialismo, Pós-modernismo). Por outro lado, o tratamento de problemas recorrentes centra-se na ontologia e sua influência na variedade de pontos de vista sobre o mundo (ou o cosmos, que pode incluir o mundo dos deuses, como no gnosticismo) e a respeito da antropologia, muitas vezes visto como Refletindo a estrutura do mundo. Vollenhoven descobre que as ontologias que predominam na cosmologia e na antropologia são monistas ou dualistas, cada tipo dando origem a uma variedade de "tipos de ontologia" tradicionais (por exemplo, teoria da prioridade, interacionismo, paralelismo, platonização ou hilomorfismo aristotélico). Em resumo, qualquer posição de filósofo pode estar situada no cruzamento de um tempo atual e de um tipo de ontologia que, ao mesmo tempo, reúne e caracteriza a concepção filosófica de problemas relevantes para essa posição. O objetivo geral do método histórico-problemático é tornar visíveis a disposição de correntes e tipos e, portanto, os problemas básicos do pensamento ao longo de toda a história da filosofia, de Hesiodo a Martin Heidegger.